# Главкон (философ)
Главкон (греч. Γλαύκων; ок. 445 до н. э. — IV век до н. э.) — афинский философ, старший брат древнегреческого философа Платона. Свою известность приобрел прежде всего как один из главных собеседников Сократа в диалоге Платона «Государство».

## Биография
Главкон входил в круг молодых и состоятельных учеников Сократа. Он принадлежал к аристократической семье. Из «Государства» можно узнать, что Главкон являлся музыкантом и мог правильно ответить на вопросы по музыкальной теории или гармонической пропорции. Также в этом диалоге Сократ утверждает, что в своем доме философ содержал охотничьих собак и множество птиц ценных пород, а также занимался их разведением. Согласно анализу американского профессора философии Дебры Нейлса, в «Государстве» Сократу приписывается замечание, из которого можно узнать факт, связанный с жизнью Главкона. А именно, что Главкон на момент описания был достаточно зрелым для участия в битве при Мегаре. По мнению Якуба Хоуланда, описанного в книге «Судьба Главкона», древнегреческий деятель присоединился к олигархии Тридцати Тиранов после окончания Пелопоннесской войны.